# Bütschwil-Ganterschwil
Bütschwil-Ganterschwil is een gemeente in het Zwitserse district Toggenburg, dat behoort tot het kanton Sankt Gallen.
Bütschwil-Ganterschwil heeft 4.541 inwoners.

## Geschiedenis
In 2013 is de gemeente ontstaan na het samenvoegen van de voormalige gemeenten Bütschwil en Ganterschwil.

## Geografie
Bütschwil-Ganterschwil heeft een oppervlakte van 21.81 km² en grenst aan de gemeenten Krinau, Lichtensteig, Lütisburg, Mosnang, Neckertal en Wattwil.
Bütschwil-Ganterschwil heeft een gemiddelde hoogte van 610 meter waarvan het laagste punt 550 meter (Thurrivier) en het hoogtste punt is 942 meter op de Sedelberg.